# Klient (starożytny Rzym)
Klient (łac. cliens – dosł. „posłuszny”, lm clientes) – obywatel starożytnego Rzymu, pozostający pod opieką patrona, którym był zwykle patrycjusz. Relacja klient-patron nakładała obowiązki na obie strony: klient musiał być posłuszny patronowi, patron zobowiązany był do pomocy materialnej i opieki nad klientem, a obaj musieli być sobie wierni i lojalni. Pewnym przybliżeniem szczególnej sytuacji klienta jest określenie „ubogi krewny”. Status klienteli był dziedziczny.
Obowiązkiem klientów było przychodzenie do domu patrona w odświętnym ubraniu, by przekazać mu pozdrowienie. Otrzymywali oni od niego jedzenie, a ponadto patron wspierał ich pieniędzmi i zapraszał na obiady w swojej rezydencji. W zamian klienci dostarczali mu rozmaitych informacji, głosowali na niego, jeśli kandydował na jakiś urząd, rozpowszechniali o nim dobre opinie. Wśród klientów zdarzali się wybitni poeci i filozofowie, którzy potrzebowali funduszy, żeby zajmować się twórczością. Przykładowym klientem był Horacy, który był zobowiązany służyć arystokracie Mecenasowi: otrzymał od niego posiadłość, która zapewniła mu byt do końca życia.